# Kushima
Kushima (jap. 串間市 Kushima-shi) –  miasto w prefekturze Miyazaki, w Japonii, na wyspie Kiusiu.

## Położenie
Miasto leży na wschodnim wybrzeżu wyspy Kiusiu, nad rzeką Fukushima. Najwyżej położonym miejscem jest góra Otokosuzu 783 m n.p.m. Kushima graniczy z miastami:
- Miyakonojō,
- Nichinan,

oraz miasteczkiem Nangō, 
w prefekturze Kagoshima:
- Shibushi.

## Historia
- Miasto powstało 3 listopada 1954 roku.

## Miasta partnerskie
- Chiny: Anguo
- Brazylia: Ibiune?